# Lijst van rijksmonumenten in de Tweede Weteringdwarsstraat
Een overzicht van de 22 rijksmonumenten in de Tweede Weteringdwarsstraat in Amsterdam.
| Object | Oorspronkelijke functie? | Bouwjaar         | Architect         | Locatie                        | Coördinaten?                  | Nr.? | Afbeelding                                     |
| --- | ------------------------ | ---------------- | ----------------- | ------------------------------ | ----------------------------- | ---- | ---------------------------------------------- |
| Huis van het 'noortse-bos-type' | Gebouw                   | ca. 1670         |                   | Tweede Weteringdwarsstraat 3   | 52° 21' 42" NB, 4° 53' 15" OL | 6366 | Huis van het 'noortse-bos-type'                |
| Pand van het 'noortse-bos-type' | Gebouw                   | ca. 1670         |                   | Tweede Weteringdwarsstraat 5   | 52° 21' 42" NB, 4° 53' 15" OL | 6367 | Pand van het 'noortse-bos-type'                |
| Pand van het 'noortse-bos-type' | Gebouw                   | ca. 1670         |                   | Tweede Weteringdwarsstraat 9   | 52° 21' 42" NB, 4° 53' 16" OL | 6368 | Pand van het 'noortse-bos-type'                |
| Pand van het 'noortse-bos-type' | Gebouw                   | ca. 1670         |                   | Tweede Weteringdwarsstraat 23  | 52° 21' 42" NB, 4° 53' 17" OL | 6369 | Upload foto                                    |
| Pand van het 'noortse-bos-type' | Gebouw                   | ca. 1670         |                   | Tweede Weteringdwarsstraat 39A | 52° 21' 41" NB, 4° 53' 21" OL | 6370 | Upload foto                                    |
| Huis van het 'noortse-bos-type' | Gebouw                   | ca. 1670         |                   | Tweede Weteringdwarsstraat 67  | 52° 21' 41" NB, 4° 53' 26" OL | 6371 | Upload foto                                    |
| Dwarshuis van het type 'wevershuizen' in het noortse bos midden                                                                    | Gebouw                   | ca. 1670         | Philips Vingboons | Tweede Weteringdwarsstraat 71  | 52° 21' 41" NB, 4° 53' 27" OL | 6372 | Upload foto                                    |
| Huisje voorzien van klokvormige top                                                                                                | Gebouw                   | 17e/18e/19e eeuw |                   | Tweede Weteringdwarsstraat 4   | 52° 21' 42" NB, 4° 53' 17" OL | 6373 | Upload foto                                    |
| Huisj met 18e/19e-eeuwse gevel | Gebouw                   | 17e/18e/19e eeuw |                   | Tweede Weteringdwarsstraat 6   | 52° 21' 41" NB, 4° 53' 17" OL | 6374 | Upload foto                                    |
| Twee huizen achter een puntgevel goede late roedenverdeling                                                                        | Gebouw                   | midden 19e eeuw  |                   | Tweede Weteringdwarsstraat 10  | 52° 21' 41" NB, 4° 53' 17" OL | 6375 | Upload foto                                    |
| Pand met gevel onder rechte lijst met consoles                                                                                     | Gebouw                   | 18e/19e eeuw     |                   | Tweede Weteringdwarsstraat 12  | 52° 21' 41" NB, 4° 53' 17" OL | 6376 | Pand met gevel onder rechte lijst met consoles |
| Pand met halsgevel | Gebouw                   | ca. 1725         |                   | Tweede Weteringdwarsstraat 14  | 52° 21' 41" NB, 4° 53' 18" OL | 6377 | Upload foto                                    |
| Pand met halsgevel | Woonhuis                 | ca. 1725         |                   | Tweede Weteringdwarsstraat 16  | 52° 21' 41" NB, 4° 53' 18" OL | 6378 | Upload foto                                    |
| Pand met halsgevel | Gebouw                   | ca. 1725         |                   | Tweede Weteringdwarsstraat 18  | 52° 21' 41" NB, 4° 53' 18" OL | 6379 | Upload foto                                    |
| Pand met halsgevel | Gebouw                   | 18e/19e eeuw     |                   | Tweede Weteringdwarsstraat 20A | 52° 21' 41" NB, 4° 53' 18" OL | 6380 | Upload foto                                    |
| Pand met gevel onder klokvormige rollagentop                                                                                       | Gebouw                   | 18e/19e eeuw     |                   | Tweede Weteringdwarsstraat 22  | 52° 21' 41" NB, 4° 53' 19" OL | 6381 | Pand met gevel onder klokvormige rollagentop   |
| Pand van het 'noortse-bos-type' | Werk-woonhuis            | ca. 1670         |                   | Tweede Weteringdwarsstraat 50  | 52° 21' 41" NB, 4° 53' 24" OL | 6382 | Meer afbeeldingen                              |
| Pand van het 'noortse-bos-type' | Gebouw                   | ca. 1670         |                   | Tweede Weteringdwarsstraat 60  | 52° 21' 40" NB, 4° 53' 25" OL | 6383 | Upload foto                                    |
| Gaaf pand van het 'noortse-bos-type'                                                                                               | Gebouw                   | ca. 1670         |                   | Tweede Weteringdwarsstraat 64  | 52° 21' 40" NB, 4° 53' 25" OL | 6384 | Meer afbeeldingen                              |
| Gaaf pand van het 'noortse-bos-type'                                                                                               | Gebouw                   | ca. 1670         |                   | Tweede Weteringdwarsstraat 66  | 52° 21' 40" NB, 4° 53' 26" OL | 6385 | Meer afbeeldingen                              |
| Gaaf pand van het 'noortse-bos-type' (plm. 1670, vrijwel in de oorspronkelijke staat bewaard maar met latere goede roedenverdeling | Woonhuis                 | ca. 1670         |                   | Tweede Weteringdwarsstraat 68  | 52° 21' 40" NB, 4° 53' 26" OL | 6386 | Meer afbeeldingen                              |
| Gaaf pand van het 'noortse-bos-type'                                                                                               | Woonhuis                 | ca. 1670         |                   | Tweede Weteringdwarsstraat 70  | 52° 21' 40" NB, 4° 53' 27" OL | 6387 | Meer afbeeldingen                              |